# Encephalitis lethargica
Encephalitis lethargica (epidemische slaapziekte) is een atypische vorm van encefalitis gekarakteriseerd door hoge koortsaanvallen, hoofdpijn, dubbelzien, vertraagde fysieke en mentale reacties en lethargie. In acute gevallen kunnen patiënten in een coma terechtkomen. Patiënten kunnen eveneens te maken krijgen met abnormale oogbewegingen (saccades), gedeeltelijke verlammingen, spierpijn, tremoren, een stijve nek en persoonlijkheidsveranderingen (psychoses).

## Geschiedenis
Met uitzondering van de grote epidemie van 1916 tot 1927 is dit een vrij zeldzame en geïsoleerde ziekte en zodanig beperkt gecatalogiseerd. Bovendien, aangezien de psychologie een relatief recente en onexacte wetenschap is, is het moeilijk om deze encephalitis lethargica precies historisch te kaderen.
In 1580 woedde in Europa een ernstige, met koorts en lethargie gepaarde ziekte ('Morbus epidemicus per totam fere Europam Schlafkrankheit dictus') die leidde tot Parkinsonisme en andere neurologische aandoeningen. Soortgelijke ernstige epidemieën deden zich voor in Londen tussen 1672 en 1675, door Thomas Sydenham omschreven als 'febris comatosa', maar dan gepaard met vreemde hikaanvallen. In 1695 beschreef Albrecht van Hildesheim identieke symptomen na een aanval bij een twintigjarige vrouw van somnolente encefalitis.
Voorts woedde een geïsoleerde doch ernstige epidemie tussen 1712 en 1713 in Tübingen, en wat lukraak verstrooide, kleinere epidemieën in de tweede helft van de achttiende eeuw in Frankrijk en Duitsland. Volgend op de grote griepepidemie van 1889 en 1890 stak in Italië de 'nona' de kop op: een verwoestende slaapziekte bij alle overlevenden, gevolgd door parkinsonisme en andere soortgelijke aandoeningen.
Er had zich nog nooit eerder een wereldwijde pandemie voorgedaan op een schaal zoals in de jaren 1916 en 1927. In de tien jaren dat de ziekte vervolgens woedde, kostte deze pandemie aan ruim 500 duizend mensen het leven, om vervolgens in 1927 weer net zo geheimzinnig te verdwijnen als ze gekomen was. Sindsdien zijn er nauwelijks nog gevallen gerapporteerd.

## Oorzaken
Postencefalitis - het uitgebluste eindstadium met bijna alle symptomen van de ziekte van Parkinson - kan zich ontwikkelen na een aanval van encefalitis, soms pas een jaar na de ziekte. De oorzaak van encephalitis lethargica is nog onduidelijk, hoewel op basis van onderzoek van de Engelse doktoren Russell Dale en Andrew Church de ziekte beschouwd wordt als een massieve immuunreactie na een infectie van een streptococcus-achtige bacterie, diplococcus. Deze ziekte veroorzaakte meer dan 500 duizend doden wereldwijd, en de overlevenden ervan stond in vele gevallen een bijna even triest lot te wachten. Een andere hypothese zoekt een verband tussen deze epidemie en de Spaanse griep in 1918.

## Behandeling
In het vroege stadium van de ziekte moet vooral gepoogd worden de patiënt te stabiliseren en de ziekte in te dammen, wat erg moeilijk is vanwege de diversiteit en onvoorspelbaarheid ervan. Tot dusver is geen sluitende behandeling gevonden voor de initiële stadia, hoewel van één patiënt bekend is volledig te zijn gerecupereerd na een steroïde-kuur.
Andere patiënten hebben minder geluk gehad, waar de ziekte progressief evolueert naar een hersenaftakeling, gelijkend op Parkinsonverschijnselen. Hier wordt symptomatisch behandeld: levodopa en andere antiparkinson-medicijnen produceren vaak dramatische responsen. In het eind van de jaren zestig werd met Levodopa (L-DOPA) geëxperimenteerd over meerdere jaren, maar de oorspronkelijk bemoedigende resultaten werden stopgezet, omdat de patiënten leden aan oncontroleerbare neveneffecten.

## In de media
Als atypische ziekte met unieke symptomatische clusters waarbij geen enkele patiënt dezelfde symptomen of reacties op medicatie vertoont, is het geen eenvoudige ziekte om over te schrijven, en is de interesse erin doodgebloed, aangezien de laatste epidemie bijna tachtig jaar geleden voorviel. Bij het grote publiek zal de ziekte echter gekend blijven door het boek Awakenings (Nederlandse vertaling van Jos den Bekker Ontwaken in verbijstering) van de neuroloog Oliver Sacks en vooral de (tweede) verfilming ervan, door Penny Marshall, met in de hoofdrollen Robin Williams en Robert De Niro (genomineerd voor drie Oscars). In dit boek beschrijft Sacks de gedoodverfde routine in de zaal met coma- en postencefalitispatiënten in het ziekenhuis Mount Carmel, gelegen in Bexley-On-Hudson (New York). Deze overlevers van de grote slaapziekte leefden al veertig jaar als zombies tot ze in de zomer van 1969 door een kuur met Levodopa (L-DOPA) uit hun jarenlange winterslaap werden gewekt. De resultaten hiervan waren zowel miraculeus als desastreus. De verwarde patiënten, als kind langzaam ingeslapen, werden onvoorbereid wakker in een zestigjarig lichaam, en doordat ze vaak leden aan Parkinsonisme in een vergevorderd stadium en de hierbij horende waaier van neveneffecten moest de medicatie met de natte-vingermethode aangepast worden. Na drie jaar strijd werd de therapie stopgezet en hervatten de patiënten hun vegetatieve staat van bestaan, om af en toe nog eens wakker te kunnen worden, maar nooit meer met de intensiteit en de alertheid van die zomer van 1969.
De epidemie van 1917-1928 vormt tevens het onderdeel van een stripverhaal van Neil Gaiman: Sandman, waarin hij het eerste verhaal (de slaapziekte) beschrijft als 'opgesloten door Morpheus'.